# San-Damiano
San-Damiano es una comuna y población de Francia, en la región de Córcega, departamento de Alta Córcega.
Su población en el censo de 1999 era de 38 habitantes.

## Demografía
| 37 | 71 | 65 | 58 | 34 | 38 |
| Para los censos de 1962 a 1999 la población legal corresponde a la población sin duplicidades (Fuente: INSEE [Consultar]) |    |    |    |    |    |

- Datos: Q1240790
- Multimedia: San-Damiano / Q1240790

1. ↑  Worldpostalcodes.org, código postal n.º 20213.
2. ↑  INSEE, Datos de población para el año 2012 de San-Damiano (en francés).